# Sadr
Sadr (Gamma Cygni, γ Cyg) – gwiazda w gwiazdozbiorze Łabędzia, odległa od Słońca o około 1780 lat świetlnych.

## Nazwa

Położenie gwiazdy w gwiazdozbiorze Łabędzia

Nazwa gwiazdy pochodzi od arabskiego wyrażenia arab. ‏صدر الدجاجة‎ ṣadr ad-Dajāja, czyli „pierś kury”, od starszej nazwy Łabędzia. Międzynarodowa Unia Astronomiczna w 2016 roku formalnie zatwierdziła nazwę Sadr dla określenia tej gwiazdy.

## Charakterystyka obserwacyjna
Jest to druga co do jasności gwiazda w gwiazdozbiorze, położona w środku asteryzmu „Krzyża Północy”, jaki tworzą gwiazdy Łabędzia. Jej obserwowana wielkość gwiazdowa to 2,23m, zaś wielkość absolutna to −6,46m.
Sadr jest widoczny na tle Drogi Mlecznej, w jego pobliżu widoczne są mgławica Motyl i gromady ottwarte NGC 6910 oraz Messier 29.

## Charakterystyka fizyczna
Jest to nadolbrzym należący do typu widmowego F8. Jego temperatura to około 5870 K. Odległość do tej gwiazdy jest znana z pomiarów sondy Hipparcos z dokładnością tylko ok. 15%, zatem wyznaczone parametry fizyczne są obarczone dużą niepewnością. Sadr jest około 60 tysięcy razy jaśniejszy niż Słońce. Bezpośredni pomiar interferometryczny wskazuje, że ma promień 183 razy większy niż ono (większy niż promień orbity Ziemi), choć temperatura i jasność sugerują wartość 235 R☉. Masa tej gwiazdy to 14–16 mas Słońca, dostatecznie duża, żeby gwiazda zakończyła życie jako supernowa. Gwiazda przejawia nieznaczną zmienność, pulsując z okresem 74 dni.
Gamma Cygni ma optyczną towarzyszkę, gwiazdę podwójną Gamma Cygni BC o wielkości 9,6m, odległą o 147,1 sekundy kątowej. Nie jest ona związana fizycznie z nadolbrzymem, za to ma własną, trzecią towarzyszkę – składnik D oddalony o 41″.